# 国际和平日
每年的9月21日是国际和平日（英語：International Day of Peace）。该纪念日由联合国大会于1981年设立。

## 歷史
1981年11月30日，联合国大会通过36/67号决议，决定将九月份大会常会开幕的日子，即9月的第三个星期二“正式定为国际和平日，供所有各国和人民在自己内部以及在彼此之间，纪念和加强和平的理想”。
2001年9月7日，联合国大会通过55/282号决议，决定自2002年起，国际和平日为9月21日。决议中提到：“宣布此后，国际和平日应成为全球停火和非暴力日，并邀请所有国家和人民在这一天停止敌对行动。”55/282号决议还邀请所有会员国、联合国系统各组织、区域组织和非政府组织以及个人以各种适当方式（包括教育和公众宣传）庆祝国际和平日并同联合国合作实现全球停火。

### 2001年
2001年10月12日，挪威诺贝尔委员会宣佈2001年諾貝爾和平獎由聯合國與現任秘書長科菲·安南共同獲得獎項，並於同年12月10日頒發。

### 2002年
2002年9月20日，秘書長安南敲響位於聯合國秘書處大樓前的和平鐘，正式宣佈國際和平日活動開始。

### 2004年
在一場國際獅子會所贊助的海報設計徵選比賽中，優勝作品之圖像將被聯合國郵政管理局印製於當年年度紀念郵票上。一個來自臺灣學生的作品被宣布獲選，但該公告隨後又被撤回；臺灣媒體報導國際獅子會與臺灣當局皆認為此一結果肇因於大陸當局所施加的壓力，並認為該措施也無法確實反映出該節日所表揚之精神。聯合國當局隨後澄清該結果為其內部作業疏失。臺灣當局 (中華民國政府) 隨後發行一張印有該作品的郵票。

### 2016年
2016年9月16日，聯合國大會新主席彼得湯姆森敲響和平鐘。
2016年國際和平日的主題是——可持續發展目標：和平的基本構件。